# Macaria artesiaria
Macaria artesiaria es una especie de polilla perteneciente a la familia Geometridae, descrita por primera vez por Denis y Schiffermüller en 1775. Tiene amplia distribución en Eurasia: desde el Mar del Norte hasta Mongolia y el río Amur. En la península ibérica se ve difundida por el norte pero es escasa en el centro y sur. Se trata de una especie presente en territorio portugués.

## Descripción
Es una polilla pequeña con una envergadura alar de 24 a 28 milímetros (0,9 a 1,1 plg). Las alas son de color gris claro con una banda, la línea postmedial, blanco-amarillenta rodeada por pequeñas sombras irregulares y un punto en la celdilla. El área medial del ala anterior con un área amarillenta en forma de cuña bordeada por venas amarillentas. El collar, la frente, el tórax y el abdomen son del mismo color que las alas. Las antenas son del mismo color que las alas, bipectinadas en el macho y filiformes en la hembra.

## Ciclo de vida
Se presentan dos generaciones al año, con adultos en vuelo desde finales de mayo hasta julio y de agosto a septiembre. En el norte de la zona de distribución, se presenta una generación al año desde mediados de junio hasta agosto. Por ejemplo, en Finlandia, se distribuye en una generación desde mediados de julio hasta mediados de agosto, mientras que en Polonia es bivoltina, de junio a finales de julio, y en su segunda generación desde mediados de agosto hasta mediados de septiembre. En el sur de Alemania Occidental, aparece desde finales de mayo hasta finales de julio, y en una segunda generación desde agosto hasta finales de septiembre, con escasa diferencia entre una generación y la siguiente. En Italia, se distribuye en dos generaciones superpuestas desde finales de abril hasta principios de octubre, o bien la primera generación termina y la segunda comienza a principios de julio.

## Distribución
En Europa, se distribuye desde Finlandia central hasta los países bálticos y el Mediterráneo, desde la península ibérica y Francia hacia el este, a través del sur y centro de Europa, Ucrania y la Rusia europea, hasta los Urales. Fuera de Europa, se distribuye en Turquía, Transcaucasia, Kazajistán, ciertas partes de Siberia y el Extremo Oriente ruso. En Europa, es menos común y algo local, y suele aparecer en cantidades limitadas. En Suecia se registró la especie en 2005, el primer registro de la especie en más de 34 años en ese país.

### Hábitat
M. artesiaria habita en zonas cálidas con sauces, como llanuras aluviales, especialmente en zonas extensas, ríos poco o nada canalizados, orillas de lagos o sucesiones de grava y arena. Las larvas se alimentan de especies de Salix. Se pueden encontrar larvas de abril a mayo y, nuevamente, de julio a agosto.